# Spinaker

Schemat żagla typu spinaker

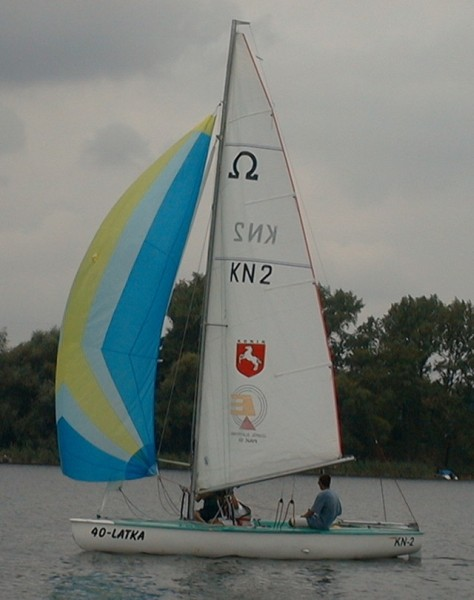
Omega w wersji regatowej

Spinaker (ang. spinnaker, czasami mylony z lataczem) – duży wypukły żagiel stosowany na statkach (głównie sportowych) o ożaglowaniu skośnym.
Nazwa pochodzi prawdopodobnie od nazwy jachtu "Sphinx", na którym zastosowano ten żagiel po raz pierwszy.
Spinaker noszony jest przy kursach z wiatrem, zaczynając od pełnego półwiatru, aż po fordewind. Na małych jachtach powierzchnia spinakera może dorównać powierzchni ożaglowania podstawowego. Jest to jeden z najtrudniejszych do prowadzenia żagli, szczególnie na zmiennym i nierównym wietrze, kiedy to wymaga od załogi wytężonej uwagi.
Krój spinakera (ogólnie żagla) ma wpływ na jego kształt. Spinaker po wypełnieniu zwykle tworzy wypukłą czaszę. Spinakery najczęściej szyte (krojone) są jako triradialne, w gwiazdę lub gwiazdę maxi, rzadziej jako horyzontalne lub biradialne.
Żagle zaliczane do grupy spinakerów:
- spinakery asymetryczne: genakery, boostery, bustery, blistery, splistery, shootery
- spinakery

Spinaker (symetryczny) nie posiada klasycznie pojmowanych rogów żagla: halsowego i szotowego, ponieważ w zależności od halsu ich rola zmienia się.
Spinaker kierowany jest za pomocą szotów i brasów, natomiast stopień jego wypłaszczenia oraz wysokość, na jakiej się znajduje, regulowana jest za pomocą poziomego drzewca nazywanego spinakerbomem. Niektóre typy spinakerów asymetrycznych są noszone bez bomu.